# Pentarchia (polityka)
Pentarchia – układ sił w polityce, w którym dominację sprawuje wspólnie pięć głównych ośrodków. W stosunkach międzynarodowych jest to wspólna dominacja pięciu mocarstw („koncert mocarstw”). Termin „pentarchia” pojawił się w odniesieniu do polityki międzynarodowej w pracy Maxa Lenza Wielkie mocarstwa (1900) – wówczas do tego grona zostały zaliczone: Wielka Brytania, Francja, Rosja, Niemcy i Stany Zjednoczone.
Przykłady:
- W Europie od 1815 po kongresie wiedeńskim główną rolę odgrywał system 5 mocarstw. Były to: Wielka Brytania, Rosja, Francja, Prusy i Austria. System ten uległ załamaniu z powodu konfliktów między jego uczestnikami: wojna krymska 1853–1855, wojna prusko-austriacka 1866, wojna francusko-pruska 1870 i powstanie Cesarstwa Niemieckiego.
- „System wersalsko-waszyngtoński” ukształtowany w wyniku traktatów l. 1919–1922 po I wojnie światowej, w którym nowy ład miały gwarantować mocarstwa zwycięskie: Stany Zjednoczone, Wielka Brytania, Francja, Japonia i Włochy[3]. System ów załamał się pod koniec lat 20. XX w. w związku z geopolitycznymi roszczeniami mocarstw nieusatysfakcjonowanych: Włoch, Japonii, Niemiec i ZSRR, a także powrotu USA do polityki izolacjonizmu.
- System kairsko-jałtańsko-poczdamski po II wojnie światowej. Świat w 1945 miał być zarządzany przez pięć głównych mocarstw: USA, ZSRR, Wielką Brytanię, Francję i Chiny. Znalazło to odzwierciedlenie w przyznaniu tym państwom stałego miejsca w Radzie Bezpieczeństwa ONZ i prawa veta. Jednakże już wkrótce okazało się, że Francja i Chiny są zbyt słabe do odgrywania roli globalnej, Imperium brytyjskie zaczęło rozpadać się, zaś między USA a ZSRR (określanymi mianem supermocarstw) rozpoczęła się zimna wojna.
- W latach 70. XX w. idea pentarchii powróciła na skutek konfliktu radziecko-chińskiego i uniezależniania się ekonomicznego Europy Zachodniej. W 1973 Saul Cohen wymienił 5 mocarstw pierwszej rangi – o znaczeniu globalnym: USA, ZSRR, Wspólnota Europejska, Chiny i Japonia[4]. Wcześniej te same mocarstwa wymienił jako wiodące w przyszłości – prezydent USA Richard Nixon w 1971 r.[5]
- Nowa Pentarchia. Po rozpadzie ZSRR wydawało się, że również USA zrezygnują z roli supermocarstwa, a na świecie zapanuje system, nad którego stabilizacją czuwać będzie pięć ośrodków siły, zdolnych utrzymać równowagę polityczną, militarną i ekonomiczną. Nową Pentarchię miałyby tworzyć Stany Zjednoczone, Japonia, Chiny, Unia Europejska i Rosja[6][7], lub według innych opinii Stany Zjednoczone, Chiny, Unia Europejska, Rosja i Indie[8][9][10][11][12]. Jednakże nie wszyscy teoretycy zaliczają Unię Europejską do grona światowych potęg (brak jednolitej polityki zagranicznej); ich zdaniem pentarchię tworzą obecnie USA, Chiny, Rosja, Japonia i Indie[13][14][15].